# Lijst van boksers
Dit is een alfabetische lijst van bekende boksers met een artikel op de Nederlandstalige Wikipedia.
Zie ook Boksen.

## A
- Ismaïl Abdoul (*1976)
- Arthur Abraham (*1980)
- Mohammed Achik (*1965)
- Muhammad Ali (1942-2016)
- Robert Allen (*1969)
- Mohamed Aly (*1975)
- Saúl Álvarez (*1990)
- Peter Andre (*1973)
- Innocent Anyanwu (*1982)
- Joahnys Argilagos (*1997)
- Henry Armstrong (1912-1988)
- Salamo Arouch (1923-2009)

## B
- Dave Baan (1908-1984)
- Huub Baarsgarst (1909-1985)
- Mohamed Bahari (*1976)
- Jean-Pierre Bauwens (1988)
- Nejo Becirevic (*1989)
- Joseph Beecken (1904-onbekend)
- Hadj Belkheir (*1977)
- Tony Bellew (*1982)
- Ab van Bemmel (1912-1986)
- Jan Bens (1921-2012)
- Antonio João Bento (*1976)
- Trevor Berbick (1955-2006)
- Henk de Best (1905-1978)
- Alex Blanchard (*1958)
- Francois Botha (*1968)
- Malik Bouziane (*1978)
- Riddick Bowe (*1967)
- Shannon Briggs (*1971)
- Ben Bril (1912-2003)
- Adrien Broner (*1989)
- Kell Brook (*1986)
- Frank Bruno (*1961)
- Tony Burton (1937-2016)

## C
- Louis Calebout (1928-2010)
- Joe Calzaghe (*1972)
- Rubin Carter (1937-2014)
- Ezzard Charles (1921-1975)
- Julio César Chávez (*1962)
- Dereck Chisora (*1983)
- Yo-Sam Choi (1974-2008)
- Zygmunt Chychła (1926-2009)
- Robson Conceição (*1988)
- Henry Cooper (1934-2011)
- Jean-Pierre Coopman (*1942)
- Alfredo Copello (1903-onbekend)
- Ko Cornelissen (1904-1954)
- Miguel Cotto (*1980)
- Arthur Cravan (1887-ca. 1918)
- Terence Crawford (*1987)

## D
- Luc van Dam (1920–1976)
- Freddy De Kerpel (*1948)
- Willie DeWit (*1961)
- Hens Dekkers (1915-1966)
- Tin Dekkers (1916-2005)
- James DeGale (*1986)
- Cyriel Delannoit (1926-1998)
- Jean Delarge (1906-1977)
- Orhan Delibaş (*1971)
- Jack Dempsey (1895-1983)
- Darius Dhlomo (1931-2015)
- Miguel Dias (*1968)
- Hasanboy Doesmatov (*1993)
- James Douglas (*1960)
- Angelo Dundee (1921-2012)
- Roberto Durán (*1951)
- Yvon Durelle (1929-2007)

## E
- Eddie Eagan (1897-1967)
- Gabriel Elorde (1935-1985)
- Chris Eubank (*1966)

## F
- Mirko Filipović (*1974)
- Nasserredine Fillali (*1984)
- Nouchka Fontijn (*1987)
- George Foreman (*1949)
- Vernon Forrest (1971-2009)
- Joe Frazier (1944-2011)
- Carl Froch (*1977)
- Tyson Fury (*1988)

## G
- Arturo Gatti (1972-2009)
- Wim Gerlach (1935-2007)
- Wilson Godett (1932-1995)
- Gennady Golovkin (*1982)
- Corky Gonzales (1928-2005)
- Rocky Graziano (1919-1990)
- Roman Greenberg (*1982)

## H
- Jurgen Haeck (*1971)
- Marvin Hagler (1954-2021)
- Rafik Harutjunjan (*1988)
- Tony Halme (1963-2010)
- Naseem Hamed (*1974)
- David Haye (*1980)
- Thomas Hearns (*1958)
- Nico Hernandez (*1996)
- Jan Hesterman (1893-1963)
- Wim Hesterman (1897-1971)
- Larry Holmes (*1949)
- Evander Holyfield (*1962)
- Nieky Holzken (*1983)
- Bernard Hopkins (*1965)
- Adolfo Horta (*1957)
- Lolle van Houten (1944-2008)
- Oscar de la Hoya (*1973)

## J
- Sugar Jackson (*1981)
- Leen Jansen (1930-2014)
- Ingemar Johansson (1932-2009)
- Jack Johnson (1878-1946)
- Varghese Johnson (*1982)
- Roy Jones jr. (*1969)
- Anthony Joshua (*1989)
- Raymond Joval (*1968)

## K
- Jorge Kahwagi (*1968)
- Fadly Kasim (1984-2006)
- Nabil Kassel (*1984)
- Abdelhani Kenzi (*1973)
- Mikkel Kessler (*1979)
- Amir Khan (*1986)
- Gevorg Khatchikian (*1988)
- Oliver Kirk (1884-1958)
- Bep van Klaveren (1907-1992)
- Vitali Klytsjko (*1971)
- Volodymyr Klytsjko (*1976)
- Hüsnü Kocabaş (*1979)
- Rudi Koopmans (*1948)
- Sergej Kovaljov (*1983)
- Luan Krasniqi (*1971)
- Akhil Kumar (*1981)
- Jitender Kumar (*1977)

## L
- Enrico Lacruz (*1993)
- Ruben La Cruz (*1954)
- Jake LaMotta (1921-2017)
- Sam Langford (1886-1956)
- Mark Leduc (1962-2009)
- Sugar Ray Leonard (*1956)
- Petar Lesov (*1960)
- Heinz Levy (1904-1944)
- Lennox Lewis (*1965)
- Imi Lichtenfeld (1910-1998)
- Enad Licina (*1979)
- Sonny Liston (1930-1970)
- Vasyl Lomatsjenko (*1988)
- Joe Louis (1914-1981)
- Alberto Santiago Lovell (1912-1966)
- Rudi Lubbers (*1945)

## M
- Nojim Maiyegun (*1944)
- Rocky Marciano (1923-1969)
- Juan Manuel Márquez (*1973)
- Charles Martin (*1986)
- Yuberjén Martínez (*1991)
- Gary Mason (1962-2011)
- Floyd Mayweather jr. (*1977)
- Terry McGovern (1880-1918)
- Louis Meeuwessen (1903-1985)
- Héctor Méndez (*1987)
- Ray Mercer (*1961)
- Benamar Meskine (*1973)
- Dariusz Michalczewski (*1968)
- Karel Miljon (1903-1984)
- Carlos Monzón (1942-1995)
- Archie Moore (1916-1998)
- Tommy Morrison (1969-2013)
- Mustapha Moussa (*1962)
- Peter Müllenberg (*1987)
- Ryōta Murata (*1986)

## N
- Donnie Nietes (*1982)
- Jac. Nolle (1914-1979)
- Nonito Donaire (*1982)
- Ken Norton (1943-2013)
- Ron Nyqvist (1968-2015)

## O
- Jan Olij (1920-1996)
- Sam Olij (1900-1975)

## P
- Manny Pacquiao (*1978)
- László Papp (1926-2003)
- Giovanni Parisi (1967-2009)
- Joseph Parker (*1992)
- Floyd Patterson (1935-2006)
- Violito Payla (*1979)
- Kazimierz Paździor (1935-2010)
- Tony Pep (*1964)
- Victor Perez (1911-1945)
- Jan Ploeger (1879-1956)
- Johnny du Plooy (1964-2013)
- Don Diego Poeder (*1972)
- Alfredo Porzio (1900-1976)
- Aleksandr Povetkin (*1979)
- Delfine Persoon (*1985)

## Q
- Pedro Quartucci (1905-1983)

## R
- Pedro van Raamsdonk (*1960)
- Hasim Rahman (*1972)
- Hipólito Ramos (*1956)
- Jean-Marc Renard (1954-2008)
- Guillermo Rigondeaux (*1980)
- Lucia Rijker (*1967)
- Sugar Ray Robinson (1921-1989)
- Jan de Rooij (1932-2008)
- Iepe Rubingh (*1974)
- Andy Ruiz Jr. (*1989)
- John Ruiz (*1972)
- Hugh Russell (*1959)

## S
- Sjamil Sabirov (*1959)
- Nordin Ben Salah (1972-2004)
- Sinan Şamil Sam (1974-2015)
- Bastie Samir (*1986)
- Leen Sanders (1908-1992)
- Félix Savón (*1967)
- Max Schmeling (1905-2005)
- Tom Schreurs (1896-1956)
- Jan Schubart (1924-2010)
- Kubat Selim (*1987)
- Leopoldo Serantes (*1962)
- Dimitri Serdjoek (*1974)
- Arij Smit (1907-1970)
- Hocine Soltani (1960-2002)
- Mebarek Soltani (*1982)
- Marvin Sonsona (*1990)
- Leon Spinks (*1953)
- Michael Spinks (*1956)
- Tyrone Spong (*1985)
- Teófilo Stevenson (1952-2012)
- Felix Sturm (*1979)
- John L. Sullivan (1858-1918)
- Basharmal Sultani (*1985)
- Darren Sutherland (1982-2009)

## T
- Harry Tañamor (*1977)
- Antonio Tarver (*1968)
- Jermain Taylor (*1978)
- Keith Thurman (*1988)
- James Toney (*1968)
- Félix Trinidad (*1973)
- David Tua (*1972)
- Gene Tunney (1897-1978)
- Leo Turksma (1905-1987)
- Regilio Tuur (*1967)
- Mike Tyson (*1966)

## U
- Perry Ubeda (*1971)
- Oleksandr Usyk (*1987)

## V
- Nikolaj Valoejev (*1973)
- Kobe Vandekerkhove (*1984)
- Arnold Vanderlyde (*1963)
- Mansueto Velasco (*1972)
- Roel Velasco (*1972)
- Joop Verbon (1942-2014)
- Anthony Villanueva (1972-2014)
- José Villanueva (1913-1983)
- Jos Vissers (1928-2006)
- Pierre Vogel (*1978)
- James Vrij (*1951)

## W
- Jersey Joe Walcott (1914-1994)
- Michael Watson (*1965)
- Andre Ward (*1984)
- Pernell Whitaker (1964-2019)
- Deontay Wilder (*1985)
- Otis Woodward (?)

## Z
- Mohamed Zaoui (*1960)
- Pjotr Zajev (1953-2014)
- Hans Zimniak (1929-2006)